# イーエスコウ城

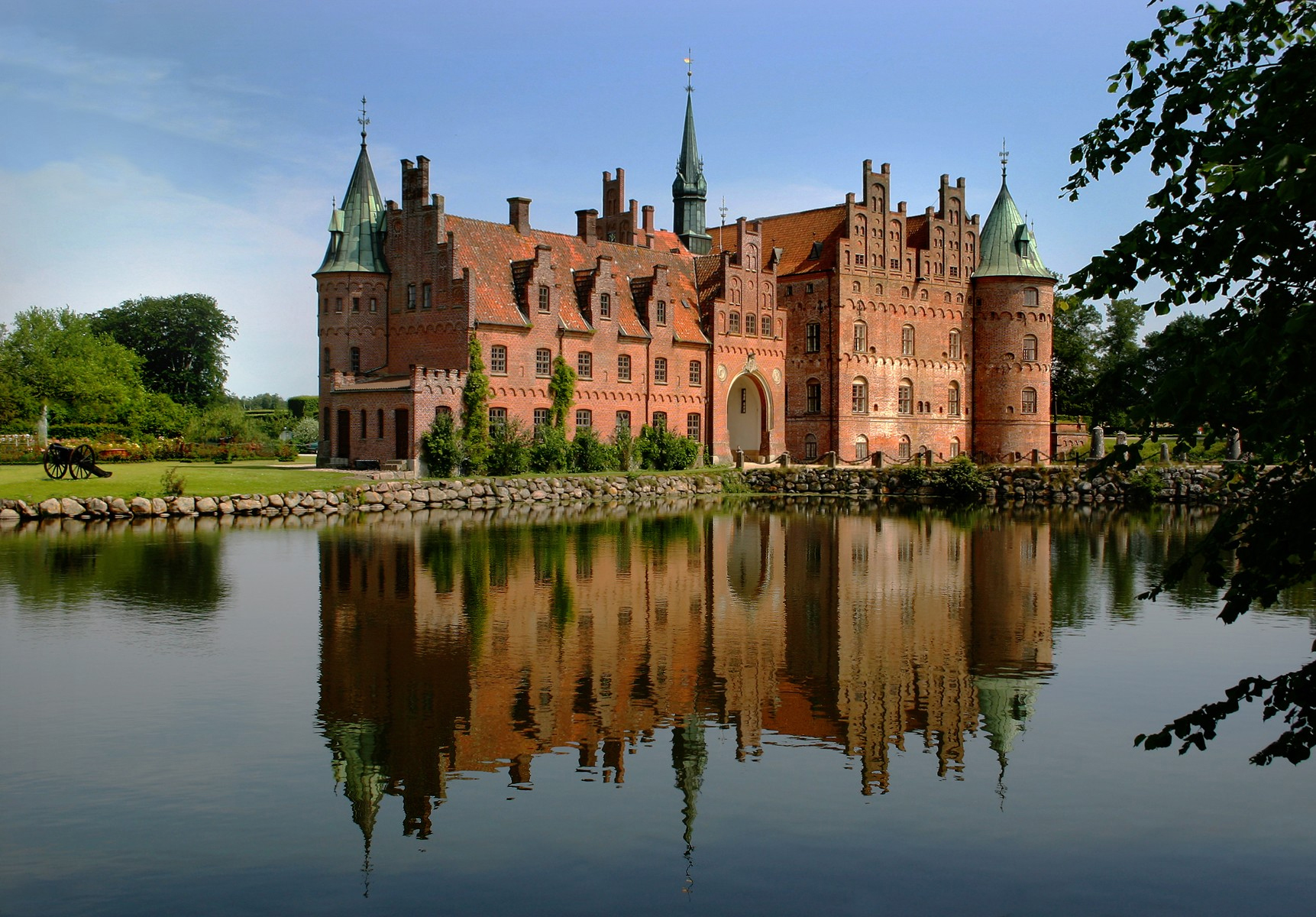
イーエスコウ城

イーエスコウ城（イーエスコウじょう、デンマーク語: Egeskov Slot）とは、デンマークのフュン島南部にある城である。1554年にフラン・ブロッケンフス (Frands Brockenhuus) によって建設された。北海道登別市にある登別マリンパークニクスのニクス城のモデルになった城である。